# Kurt Julius Meyer
Kurt Julius Ernst Meyer (ur. 17 maja 1895w Hanowerze, zm. ?)- SS-Hauptsturmführer, dowódca kompanii wartowniczej w hitlerowskim obozie koncentracyjnym Bergen-Belsen. 
W Bergen-Belsen pełnił służbę do 12 kwietnia 1945, po czym przeniesiono go na front. W dniach 14–6 kwietnia 1948 został osądzony w trzecim procesie personelu obozu Bergen-Belsen przez brytyjski Trybunał Wojskowy w Hamburgu. Skazano go na dożywotnie więzienie za udział w mordowaniu i maltretowaniu więźniów obozu. Jednak już 24 grudnia 1954, z powodu złego stanu zdrowia, został zwolniony.
Kurta Juliusa Meyera nie należy mylić z Kurtem "Panzer" Meyerem - wysokim oficerem Waffen-SS, dowódcą wojsk pancernych.